# Teclea
Teclea é um género botânico pertencente à família Rutaceae que foi sinonimizado ao género Vepris. Até o dia 1 de agosto de 2025, existem três espécies do género registradas no site Plants of the World Online que não apresentam sinônimos, sendo elas Teclea utilis, Teclea borenensis e Teclea carpopunctifera.